# Lars Lindquist
Axel Lorentz (Lars) Lindquist, född 7 juni 1864 i Alingsås, död 18 april 1932 i Göteborg, var en svensk läkare. Han var far till Rolf Lindquist.
Lindquist, som var son till fabrikör Axel Lindquist och Agnes Nyman, blev student vid Uppsala universitet 1883, medicine kandidat 1888 och medicine licentiat i Stockholm 1893. Han blev amanuens vid Allmänna barnbördshuset 1892, vid Sabbatsbergs sjukhus 1893, praktiserande läkare i Göteborg 1894, biträdande barnmorskelärare 1898 samt var professor och överläkare vid Göteborgs barnbördshus 1919–1929. 
Lindquist skrev ett flertal kasuistiska gynekologiska artiklar i facktidskrifter, invaldes som ledamot av Kungliga Vetenskaps- och Vitterhetssamhället i Göteborg 1917 och blev medicine hedersdoktor i Uppsala 1927.